# オウロ・プレット
オウロ・プレット (Ouro Preto [ˈo(w)ɾu ˈpɾetu]) はブラジルのミナス・ジェライス州の歴史的都市。かつては州都であった。名前は「黒い黄金」を意味する。1980年、街並みがユネスコの世界遺産に登録された。

## 都市データ
- 人口： 約68,000人（2004年）
- 面積： 1,245 km2
- 気温： 平均は摂氏6度から28度。6月と7月は2度程度まで低下することもある。
- 標高： 1116 m 。最高地点は 1,722 m 。坂が多い都市であるため、あくまで目安である。
- 気候： 緯度的には熱帯地域に分類される。雨は主に夏に降り、場所によって誤差はあるものの、年間平均雨量はおよそ 2,000 mm 。

他都市からの路線距離と直行の長距離バス使用時のおおよその移動時間
- ベロ・オリゾンテ - 100 km・2時間
- リオ・デ・ジャネイロ - 475 km・7時間
- サンパウロ - 675 km・7時間
- ブラジリア - 840 km・14時間

## 歴史
1698年、この地域で金鉱が発見され、西にピラール、東にアントーニオディアスという2つの鉱山集落が建設された。やがて人口が増大し商業機能が成長してくると、1711年にこの両村落が統合してヴィラ・リカ（豊かな町）という名で市制を施行した。両地区のちょうど中間地点に中央広場と市会を建設し、アントーニオディアスには鉱山機能が、ピラールには商業機能が集中するようになった。1745年にはミナス・ジェライス地方の首府となる。
- 1789年、ブラジル独立運動の一つであるミナスの陰謀 (Inconfidência Mineira) の舞台となる。
- 1823年、町として認められ、名称をオウロ・プレットに改称。
- 1839年に薬学学校が、1876年にドン・ペドロ2世により鉱物学校が開校。

19世紀に入ると町の主産業であった金鉱は取り尽くされ、1897年には州都の座を新たに建設されたベロ・オリゾンテに譲る。1980年、ユネスコによりオウロ・プレットの街並みがブラジル初の世界遺産に登録された。

## 概要

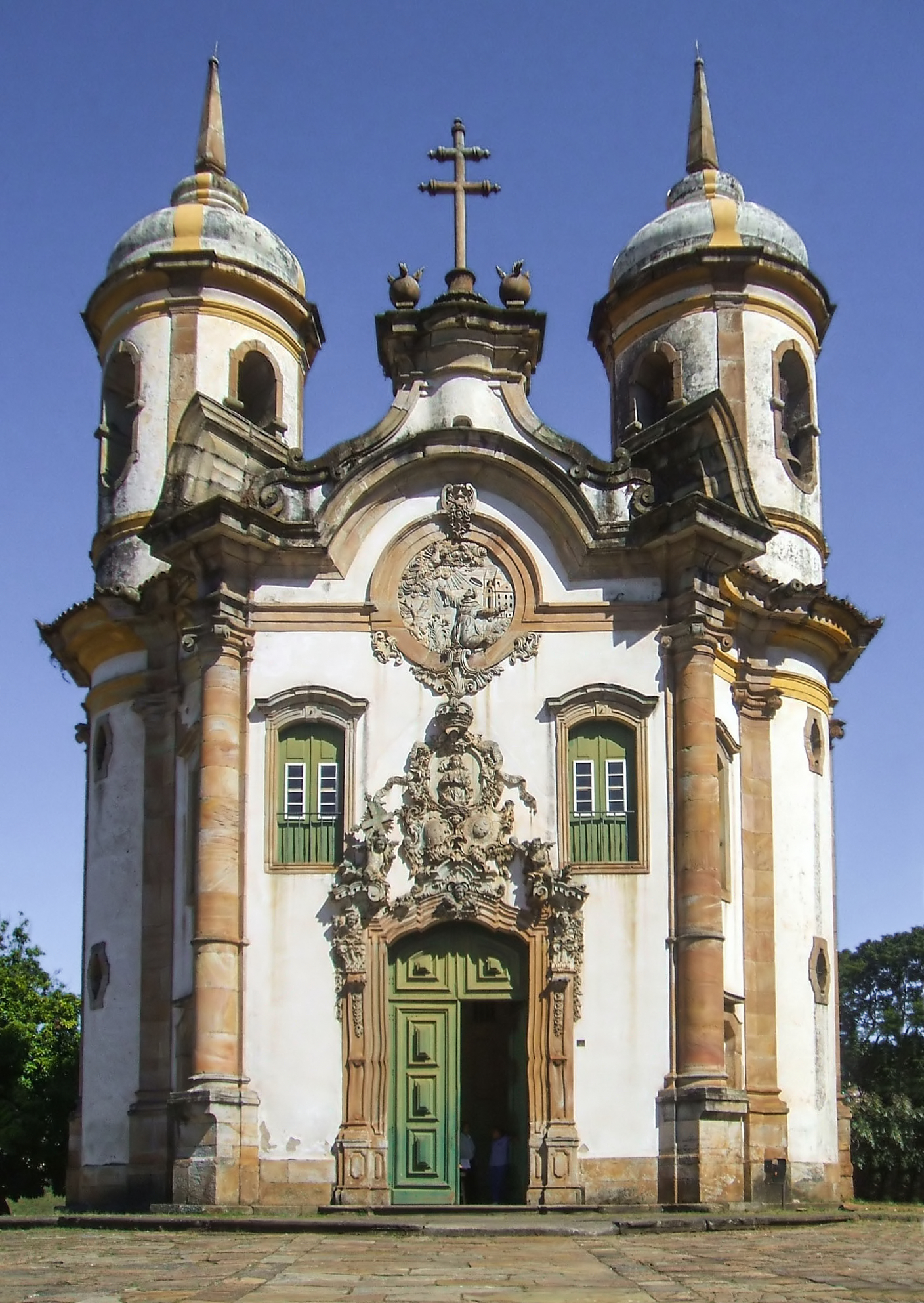
サン・フランシスコ・ヂ・アシス教会。設計と外装はアレイジャジーニョの手になる、ミナス・バロック建築の代表的作品

オウロ・プレットは17世紀より起こったゴールドラッシュで建設された金鉱採掘のための植民都市のひとつであり、その中心都市として、18世紀に栄えた。
ブラジルの南東部の山間ミナス・ジェライス州に位置するこの地に金鉱が発見されたのが1693年。これをもって、この地に凄まじいまでのゴールドラッシュが起こり、それまで何もない高原に過ぎなかったこの地に次々と街が生まれていった。そのうちの中心都市であったのがオウロ・プレットで、金鉱の発見からわずか40年ほどの間に10万人を擁する都市となった。
都市は現代の生活に必要なわずかな変化はあるものの、全体として植民都市の名残をほぼ完全にとどめている。この都市出身であり、ブラジルのミケランジェロと称えられる彫刻家アレイジャジーニョの手になる教会建築、ゴールドラッシュで財を成した人々の寄進によるバロック様式の教会の数々、この地に数多く残るそうした建築物は、この地を観光都市として今にあらしめている。
植民都市時代のこの地方の芸術は大きく発展し「ミナス・バロック」として知られる、彫刻家・建築家のアレイジャジーニ、画家のメストレ・アシャイデ、作曲家のロボ・デ・メスキータ一家、詩人のトマス・ゴンザガなどがこの地で作品を残している。
ブラジルの歴史では、1789年に、後世言われる「ミナスの陰謀」の発火点となる。ミナス・ジェライス出身のチラデンテスが指揮したこの反乱はブラジルで起こったポルトガルに対する最初の独立運動で、チラデンテスの試みは失敗に終わったものの、後に実現するブラジルのポルトガルからの独立の端緒を生じせしめたことで知られ、地域の生んだ英雄として街の中心広場に名を遺す。
ドン・ペドロ2世によって設立された鉱物学校はインペリアル・トパーズをはじめ数々の未知の鉱物の発見・製法をもたらすとともに、同国の鉱物学研究の基礎を支えた。

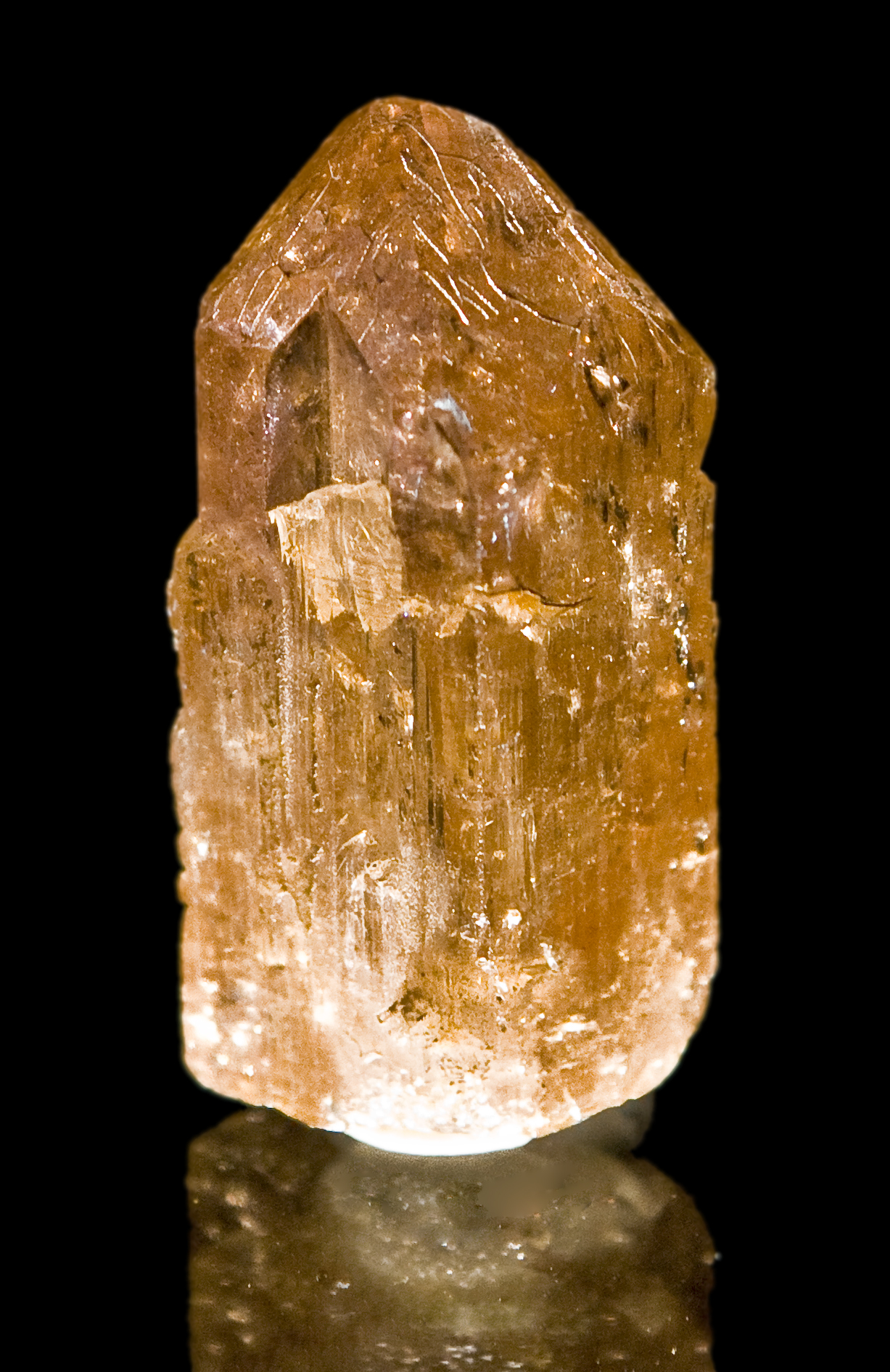
インペリアル・トパーズ

## 産業
現在は観光業を主産業としている。
かつてゴールドラッシュに沸いた金鉱の多くは閉山となっているが、金や種々の宝石も含め、鉱物産業は今でも重要な産業のひとつであり、現在でも鉱物資源の採掘が続いている。イタビライトとよばれる変成された層状鉄鉱床（BIF)の世界有数の巨大鉱床が存在し、採掘中である。ブラジル産アルミニウムであるアルカンは国内で最大の工場を有し、その他の鉱物では、鉄、ボーキサイト、マンガン、滑石、加えて大理石なども多く産出している。これに伴い、一帯では鉱物加工業も活発である。

## 大学都市としての側面
現在のオウロ・プレットは活発な学生たちを抱える大学都市としても知られる。
オウロ・プレット連邦大学は約10,000人（2010年現在）の学生を有し、その多くは「ヘプブリカ (república) 」と呼ばれる共同学生宿舎に住んでいる。この下宿は大学側が提供するもの、民間のもの、合わせて300を超える。ポルトガル語で "república" という単語は通常「共和国」の意で用いられるが、オウロ・プレットの例に限らず、「（学生の）下宿」という意味も持つ。とくにオウロ・プレットの学生自治の色合いの濃いヘプブリカにおいては他と異なる文化があり、各ヘプブリカが独自の伝統と風習を持つ。新入生は当初「ビッショス（bixos：「動物」「虫けら」の意。この表記は移民方言であり、本来の発音はビショスに近い）」とされ、「戦い」と呼ばれる見習い期間を経ないと先輩たちから同居者として認められない、という所もある。オウロ・プレットのこの下宿制度はブラジルの大学としてはユニークなもので、おそらくコインブラ大学など、ポルトガルの大学の伝統から来ているものと考えられている。この大学は、鉱産高等学府（Escola Superior de Minas）を元祖として発達した。現在でも地質学、採掘学はブラジル最高級の水準を誇る。この大学が発行する鉱産学雑誌（REM-Revista Escola de Minas）はブラジルでもっとも伝統ある地質学、鉱物学の学術雑誌であり、この分野でブラジル唯一のThomson Reuters（ISI）に登録されている国際誌である。

## 脚注
